# 12 марта
12 марта — 71-й день года (72-й в високосные годы) по григорианскому календарю.
До конца года остаётся 294 дня.
До 15 октября 1582 года — 12 марта по юлианскому календарю, с 15 октября 1582 года — 12 марта по григорианскому календарю.
В XX и XXI веках соответствует 27 февраля по юлианскому календарю в невисокосные годы, 28 февраля в високосные годы.

## Праздники и памятные дни
См. также: Категория:Праздники 12 марта

### Национальные
- Габон — День обновления.
- Канада — День Содружества.
- Замбия — День молодёжи.
- Маврикий — День независимости, День республики.
- Россия — День работников уголовно-исполнительной системы Минюста
- Китай — День посадки деревьев в Китае.
- Китайская Республика и  Северная Македония — День посадки деревьев.
- США — День девочек-скаутов.
- Япония — Омидзутори мацури (г. Нара), праздник доставания воды из колодца[2].
- Ацтекский Новый год.

### Религиозные

#### Католицизм
- Память святой (Фины) Серафины;
- память Максимилиана Тебесского;
- память Папы Римского Григория I;
- память Феофана Исповедника.

#### Православие[3][4]
Примечание: указано для невисокосных лет, в високосные годы список иной, см. 13 марта.
- Память преподобного Прокопия Декаполита, исповедника (ок. 750);
- память преподобного Тита, пресвитера Печерского (после 1196);
- память преподобного Тита Печерского, бывшего воина, в Дальних пещерах (XIV);
- память преподобного Фалалея Сирийского (460);
- память священномученика Сергия Увицкого, пресвитера (1932);
- память священномученика Петра Успенского, пресвитера, мученика Михаила Маркова (1938).

### Именины
- Католические: Грегори, Максимилиан, Серафина, Феофан, Фина.
- Православные: Михаил, Пётр, Прокопий, Тит, Фалалей[3][4].

(Примечание: указано для невисокосных лет, в високосные годы список иной, см. 13 марта.)

## События
См. также: Категория:События 12 марта

### До XIX века
- 1229 — армия крестоносцев заняла Иерусалим.
- 1365 — основан Венский университет, третье старейшее высшее учебное заведение Центральной Европы.
- 1519 — Эрнан Кортес высадился с отрядом испанских конкистадоров на территории нынешней Мексики.
- 1609 — Бермуды стали британской колонией.
- 1770 — основано петербургское Английское собрание (Английский клуб).
- 1798 — издан указ Павла I, в котором всем епархиальным архиереям предписывалось рукополагать священников для старообрядцев. По этому же указу было разрешено строительство старообрядческих храмов.

### XIX век
- 1832 — В балете впервые использован женский костюм под названием «пачка».
- 1889 — Элмон Строуджер из США запатентовал автоматическую телефонную станцию.

### XX век
- 1907 — столичный гарнизон Бухареста пулемётным и артиллерийским огнём отразил попытку 4 тысяч восставших крестьян, совершивших поход из Валахии, ворваться в город. Так было окончательно подавлено Крестьянское восстание в Румынии.
- 1911 — доктор Флетчер из Рокфеллеровского института открыл причины детского церебрального паралича (ДЦП).
- 1912 — в Соединённых Штатах Америки основано движение «The Girl Guides» (впоследствии названное скаутским).
- 1913 — столицей Австралии стал город Канберра.
- 1917 — Февральская буржуазно-демократическая революция в России: Советом старейшин 4-й Государственной думы по поручению частного совещания её членов был сформирован Временный комитет Государственной думы, который возглавил Родзянко.
- 1918
  - По факту переезда Советского правительства из Петрограда в Москву городу возвращён статус столицы России.
  - Начался переход кораблей советского Балтийского флота из Гельсингфорса (Хельсинки) в Кронштадт. Вошёл в советскую историю как «Ледовый поход».
- 1922 — Грузия, Армения и Азербайджан образовали ЗСФСР — федеративную республику, вошедшую в состав СССР.
- 1924 — польский военный министр генерал Владислав Сикорский запретил служащим в министерстве женщинам носить шёлковые чулки и «прочую дамскую дребедень».
- 1928 — бывшая английская колония Мальта стала британским доминионом.
- 1930 — начало соляного похода в Индии.
- 1933 — президент Германии Пауль фон Гинденбург запретил республиканский флаг и приказал вывешивать бок о бок имперский и нацистский флаги[5].
- 1938 — начался процесс присоединения Австрии к Германии.
- 1940 — закончилась советско-финская война. СССР и Финляндия заключили мир, по которому первому переданы Выборг и Западная Карелия.
- 1944 — на вооружение Рабоче-Крестьянской Красной Армии принимается самоходная артиллерийская установка ИСУ-122[источник не указан 2811 дней].
- 1946
  - Открылась 1-я сессия Верховного Совета СССР 2-го созыва.
  - В Будапеште казнены нацистские преступники Ференц Салаши, Габор Вайна, Карой Берегфи, Йожеф Гера.
- 1947 — президент США Гарри Трумэн через 1,5 года после окончания Второй мировой войны публично выдвинул внешнеполитическую программу сдерживания СССР (доктрина Трумэна).
- 1950 — в Лландоу потерпел крушение самолёт Avro 689 Tudor V компании Fairfly, погибли 80 человек из 83 находившихся на борту. На тот момент это была крупнейшая авиакатастрофа в мире.
- 1951 — в СССР принят закон «О защите мира»[6][7]
- 1964 — диссидент генерал Пётр Григоренко направлен на психиатрическую экспертизу в Институт имени Сербского.
- 1968 — Маврикий обрёл независимость от Великобритании.
- 1969 — Пол Маккартни женился на Линде Истман. А Джордж и Патти Харрисоны были задержаны за хранение наркотиков.
- 1971 — государственный переворот в Турции.
- 1974 — станция «Марс-6» села на Марсе, впервые передав на Землю данные об атмосфере и почве этой планеты.
- 1990 — открылся III внеочередной съезд народных депутатов СССР, проходивший четыре дня, на котором была отменена 6-я статья Конституции СССР о руководящей роли коммунистической партии.
- 1992 — Маврикий стал республикой.
- 1993 — взрывы в Бомбее, более 250 погибших.
- 1999 — Чехия, Польша и Венгрия вступили в НАТО.

### XXI век
- 2011 — на японской АЭС «Фукусима-1», пострадавшей в результате землетрясения, произошёл взрыв. Уровень радиации возле станции превысил норму в 20 раз[8].
- 2018 — неподалёку от аэропорта имени Трибхувана в Катманду произошла катастрофа самолёта Bombardier Q400 бенгальской компании US-Bangla Airlines, погиб 51 человек, 20 выжили.
- 2023 — крах Signature Bank
- 2024 — катастрофа Ил-76 под Иваново, 15 погибших.

## Родились
См. также: Категория:Родившиеся 12 марта

### До XIX века
- 1270 — Карл Валуа (ум. 1325), титулярный император Латинской империи, титулярный король Арагона.
- 1479 — Джулиано II Медичи (ум. 1516), капитан-генерал Флорентийской республики из рода Медичи, третий сын Лоренцо Великолепного и Клариче Орсини, младший брат Пьеро Глупого и папы Льва X.
- 1613 — Андре Ленотр (ум. 1700), французский архитектор, дизайнер парков.
- 1672 — Ричард Стил (ум. 1729), английский писатель и журналист.
- 1685 — Джордж Беркли (ум. 1753), английский философ и епископ в Клойне (Ирландия), представитель субъективного идеализма, основатель современного реализма.
- 1710 — Томас Арн (ум. 1778), английский композитор, автор гимна «Правь, Британия!».
- 1735 — Франсуа Эммануэль Сен-При (ум. 1821), французский дипломат и государственный деятель.
- 1737 — Василий Баженов (ум. 1799), русский архитектор, один из основоположников русского классицизма.
- 1743/1745 — Александр Беклешов (ум. 1808), русский государственный и военный деятель.
- 1753 — Жан-Дени Ланжюине (ум. 1827), французский юрист и политический деятель, член Учредительного собрания и Конвента.
- 1781 — Фредерика Баденская (ум. 1826), принцесса Баденская, супруга короля Швеции Густава IV Адольфа.
- 1790 — Джон Фредерик Даниель (ум. 1845), английский физик и химик, изобретатель измерительных приборов.
- 1792 — Густав Адольф Гиппиус (ум. 1856), художник-портретист балтийско-немецкого происхождения, литограф и педагог.
- 1795 — Уильям Лайон Макензи (ум. 1861), канадский журналист и политик, мэр Торонто, организатор Восстания Верхней Канады.

### XIX век
- 1812 — Игнасио Комонфорт (ум. 1863), мексиканский государственный, военный и политический деятель, президент Мексики, генерал.
- 1821 — Джон Джозеф Колдуэлл Эббот (ум. 1893), политический деятель Канады, мэр Монреаля, премьер-министр Канады, юрист и бизнесмен.
- 1824 — Густав Кирхгоф (ум. 1887), немецкий физик, открывший цезий и рубидий.
- 1827 — Джон Р. Джонс (ум. 1901), американский военный, участник Гражданской войны.
- 1831 — Клемент Студебекер (ум. 1901), американский промышленник, основатель знаменитой семейной фирмы «Studebaker Corporation».
- 1832 — Чарльз Бойкотт (ум. 1897), британский управляющий в Ирландии, от фамилии которого произошло слово бойкот.
- 1834 — Евгений Голубинский (ум. 1912), историк Русской церкви и церковной архитектуры, академик Императорской академии наук.
- 1835 — Саймон Ньюком (ум. 1909), американский астроном, проведший фундаментальные исследования движения планет.
- 1838 — Уильям Перкин (ум. 1907), британский химик, открывший синтетические красители.
- 1844 — Пётр Фрезе (ум. 1918), один из конструкторов первого русского автомобиля.
- 1860 — Сальваторе Ди Джакомо (ум. 1934), итальянский писатель.
- 1863
  - Владимир Вернадский (ум. 1945), русский советский учёный, академик, создатель учения о биосфере и ноосфере, первый президент  Украинской академии наук
  - Габриэле Д’Аннунцио (ум. 1938), итальянский писатель.
- 1868 — Вениамин Хвостов (покончил с собой в 1920), русский философ и социолог.
- 1869 — Джордж Уильям Форбс (ум. 1947), новозеландский государственный и политический деятель, 22-й премьер-министр Новой Зеландии.
- 1877 — Вильгельм Фрик (казнён в 1946), немецкий нацист, один из руководителей НСДАП, почётный обергруппенфюрер СС.
- 1881 — (по некоторым данным) Кемаль Ататюрк (ум. 1938), создатель современного турецкого государства.
- 1890
  - Вацлав Нижинский (ум. 1950), русский артист балета и хореограф, новатор танца.
  - Эверт Тоб (ум. 1976), шведский поэт, композитор и певец.
- 1891 — Евгений Поливанов (расстрелян в 1938), русский и советский лингвист, востоковед и литературовед.
- 1892 — епископ Кассиан (в миру Сергей Сергеевич Безобразов; ум. 1965), епископ Катанский (в юрисдикции Константинопольского патриархата), богослов, экзегет, переводчик Нового Завета.
- 1895
  - Николай Гаген (ум. 1969), советский военачальник, в 1941 г. — командир одной из первых советских гвардейских дивизий.
  - Василий Киквидзе (погиб в 1919), участник Гражданской войны в России, красный командир.
- 1898 — Евгений Деммени (ум. 1969), актёр, режиссёр, теоретик и историк кукольного театра.
- 1900 — Густаво Рохас Пинилья (ум. 1975), колумбийский генерал и политик, президент Колумбии, диктатор.

### XX век
- 1905 — Такаси Симура (ум. 1982), японский актёр.
- 1909 — Пятрас Цвирка (ум. 1947), литовский писатель.
- 1910
  - Масаёси Охира (ум. 1980), японский политический и государственный деятель, премьер-министр Японии (1978—1980).
  - Вахтанг Чабукиани (ум. 1992), грузинский советский артист балета, хореограф, балетмейстер, народный артист СССР.
- 1911 — Густаво Диас Ордас (ум. 1979), мексиканский государственный и политический деятель, президент Мексики (1964-1970).
- 1913 — Ихил Шрайбман (ум. 2005), еврейский советский писатель.
- 1917 — Вернер Клемке (ум. 1994), немецкий художник, мастер книжной и журнальной графики.
- 1921
  - Джанни Аньелли (ум. 2003), итальянский бизнесмен, пожизненный сенатор, с 1966 г. исполнительный директор компании FIAT.
  - Пётр Карышковский (ум. 1988), советский историк.
- 1922 — Джек Керуак (ум. 1969), американский писатель.
- 1923 — Яльмар Андерсен (ум. 2013), норвежский конькобежец, трёхкратный олимпийский чемпион.
- 1925
  - Луисон Бобе (ум. 1983), французский велогонщик, трёхкратный победитель Тур де Франс.
  - Гарри Гаррисон (ум. 2012), американский писатель-фантаст.
  - Жорж Делерю (ум. 1992), французский композитор и дирижёр.
  - Лео Эсаки, японский физик, лауреат Нобелевской премии (1973).
- 1926 — Леван Пааташвили (ум. 2023), грузинский советский кинооператор, народный артист Грузинской ССР (1979), лауреат Государственной премии СССР.
- 1927
  - Рауль Альфонсин (ум. 2009), аргентинский государственный деятель, президент Аргентины.
  - Дмитрий Полухин (ум. 1993), советский учёный, конструктор ракетно-космической техники, генеральный конструктор КБ «Салют».
  - Судармоно (ум. 2006), индонезийский военный и политический деятель, пятый вице-президент Индонезии.
- 1928 — Эдвард Олби (ум. 2016), американский драматург.
- 1929 — Вин Тин (ум. 2014), мьянманский журналист, политик.
- 1930 — Евгений Чернов (ум. 2016), советский военный моряк-подводник, Герой Советского Союза (1978). Вице-адмирал (1981). Командующий 1-й флотилией подводных лодок Северного флота (1980—1986).
- 1935 — Валентин Черных (ум. 2012), советский и российский киносценарист и драматург, кинорежиссёр, продюсер.
- 1936 — Эрнест Ясан (ум. 2018), советский и российский кинорежиссёр и сценарист.
- 1937
  - Борис Дуров (ум. 2007), кинорежиссёр, сценарист, заслуженный деятель искусств РФ.
  - Зураб Соткилава (ум. 2017), певец (лирико-драматический тенор), народный артист СССР и Грузинской ССР.
  - Золтан Хорват (ум. 2025), венгерский фехтовальщик-саблист, чемпион Олимпийских игр (1960), серебряный призёр тех же игр; многократный чемпион мира.
- 1938
  - Владимир Мсрян (ум. 2010), актёр, народный артист Армении.
  - Валерий Панов (урожд. Шульман; ум. 2025), советский и израильский артист балета, балетный педагог и балетмейстер. Солист Михайловского (1957—1964) и Мариинского (1964—1972) театров, создатель и художественный руководитель театра «Театр-балет Панов Ашдод» (Израиль).
- 1939 — Аркадий Северный (настоящая фамилия Звездин, ум. 1980), исполнитель одесских и блатных песен.
- 1940
  - Григорий Горин (настоящая фамилия Офштейн; ум. 2000), советский и российский писатель, драматург.
  - Эл Джерро, американский певец и композитор.
- 1941
  - Анатолий Дриженко (ум. 2024), советский и украинский актёр театра и кино.
  - Андрей Смирнов, советский и российский актёр театра и кино, режиссёр, сценарист, народный артист РФ.
- 1942 — Ратко Младич, сербский генерал, в 1992—1995 гг. начальник штаба Войска Республики Сербской.
- 1946 — Лайза Минелли, американская актриса, певица, обладательница «Оскара».
- 1947 — Митт Ромни, американский политик.
- 1949 — Роб Коэн, американский продюсер, режиссёр и сценарист.
- 1953 
  - Павел Пинигин, советский борец, олимпийский чемпион (1976).
  - Ирина Понаровская, советская и российская джазовая и эстрадная певица, актриса кино.
- 1956 — Стив Харрис, британский бас-гитарист, основатель и автор большинства песен хеви-метал-группы «Iron Maiden».
- 1957 
  - Татьяна Аксюта, советская и российская актриса театра и кино.
  - Андрей Лопатов (ум. 2022), советский баскетболист, чемпион мира и Европы.
- 1959 — Милорад Додик, боснийский государственный и политический деятель.
- 1961 — Сергей Селин, советский и российский актёр театра и кино.
- 1962 — Андреас Кёпке, немецкий футболист, вратарь, чемпион мира и Европы.
- 1964 — Умирзак Шукеев, казахстанский государственный и политический деятель, аким Костанайской (1998—2004), Южно-Казахстанской (2006—2007), Туркестанской (2019—2022) областей и города Астаны (2004—2006).
- 1965 — Татьяна Лютаева, советская, литовская и российская актриса театра, кино и телевидения.
- 1966 — Глеб Алейников, российский кинорежиссёр, сценарист и продюсер, один из основателей «параллельного кино».
- 1968 — Аарон Экхарт, американский киноактёр.
- 1971 — Драгутин Топич, сербский прыгун в высоту, участник 6 Олимпийских игр.
- 1972 — Егор Дружинин, российский актёр, кинорежиссёр, хореограф.
- 1975 — Сигмюндюр Давид Гюннлёйгссон, исландский политический деятель, премьер-министр (2013—2016).
- 1979 
  - Пит Доэрти, британский музыкант и поэт, вокалист и гитарист групп «The Libertines» и «Babyshambles».
  - Ирина Дибирова (Полторацкая), российская гандболистка, трёхкратная чемпионка мира.
- 1981 — Алексей Чумаков, российский певец, музыкант, автор песен.
- 1982 — Илья Никулин, российский хоккеист, трёхкратный чемпион мира.
- 1983 — Микко Койву, финский хоккеист, чемпион мира (2011), двукратный призёр Олимпийских игр.
- 1984
  - Джейми Александер, американская актриса.
  - Елена Кутырёва, российская актриса.
- 1985 — Поль Ван Авер, бельгийский певец, рэпер, музыкант и автор песен, более известный как Stromae.
- 1987 — Вадим Шипачёв, российский хоккеист, олимпийский чемпион (2018) и чемпион мира (2014).
- 1988
  - Себастьян Брендель, немецкий гребец на каноэ, трёхкратный олимпийский чемпион.
  - Марина Литвинчук, белорусская байдарочница, трёхкратный призёр Олимпийских игр, многократная чемпионка мира и Европы.
- 1990 — Давид Кубацкий, польский прыгун на лыжах с трамплина, двукратный чемпион мира.
- 1992 — Артемий Беляков, артист балета, премьер Большого театра, балетмейстер.
- 1995 — Амос Мозанер, итальянский кёрлингист, олимпийский чемпион.

## Скончались
См. также: Категория:Умершие 12 марта

### До XX века
- 1507 — Чезаре Борджиа (р. 1475), итальянский политический деятель эпохи Возрождения.

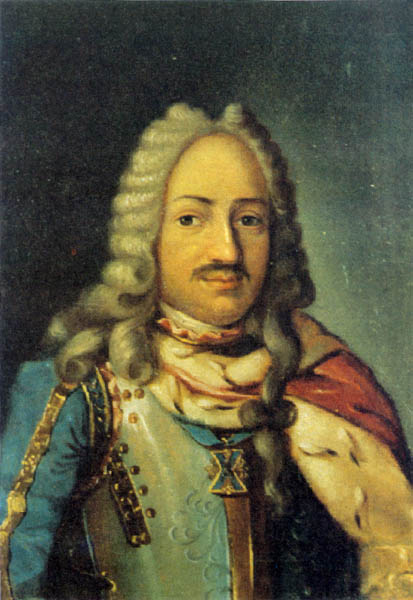
Франц Лефорт

- Франц Лефорт1699 — Франц Лефорт (р. 1656), русский государственный и военный деятель швейцарского происхождения, сподвижник Петра I.
- 1739 — Пётр Шафиров (р. 1669), русский государственный деятель и дипломат, сподвижник Петра I.
- 1851 — Ян Барщевский (р. 1794), польский и белорусский писатель, издатель.
- 1878 — Осип Петров (р. 1806), русский оперный певец (бас).
- 1898
  - Фёдор Пироцкий (р. 1845), русский инженер, изобретатель трамвая на электрической тяге.
  - Сакариас Топелиус (р. 1818), финский писатель, поэт, фольклорист шведского происхождения.

### XX век
- 1901 — Алексей Козлов (р. 1831), русский философ-идеалист.
- 1914 — Джордж Вестингауз (р. 1846), американский изобретатель железнодорожного тормоза.
- 1925
  - Аркадий Аверченко (р. 1880), русский писатель-сатирик, драматург, театральный критик.
  - Сунь Ятсен (р. 1866), китайский революционер-демократ.
- 1928 — Мария Ермолова (р. 1853), русская актриса, народная артистка республики, Герой Труда (1924).
- 1929 — Эйза Григгс Кэндлер (р. 1851), американский предприниматель, основатель компании The Coca-Cola Company.
- 1930 — Алоис Йирасек (р. 1851), чешский писатель, автор исторических романов.
- 1935 — Михаил Пупин (р. 1858), сербский и американский физик и физикохимик.
- 1942
  - Роберт Бош (р. 1861), немецкий инженер, придумавший свечу зажигания и магнето, основатель фирмы Bosch.
  - Уильям Генри Брэгг (р. 1862), английский физик, основоположник рентгеноструктурного анализа, лауреат Нобелевской премии (1915), президент Лондонского королевского общества (1935—1940).
- 1943 — Адольф Густав Вигеланд (р. 1869), норвежский скульптор (площадь фонтанов в Осло).
- 1950 — Генрих Манн (р. 1871), немецкий писатель и общественный деятель.
- 1955 — Чарли Паркер (р. 1920), американский джазовый музыкант (альт-саксофон), основатель стиля «бибоп».
- 1956 — Болеслав Берут (р. 1892), польский политический и государственный деятель, президент Польши (1947—1952).
- 1963 — Жан Михаил (р. 1896), румынский кинорежиссёр и сценарист.
- 1973 — Дэвид Лэк[англ.] (р. 1910), британский орнитолог.
- 1974 — Николай Королёв (р. 1917), советский боксёр, заслуженный мастер спорта СССР.
- 1975 — казнена Ольга Гепнарова (р. 1951), чехословацкая преступница, обвинённая в массовом убийстве (последняя казнь женщины в Чехословакии).
- 1980 — Лятиф Иманов (р. 1922), азербайджанский советский физик.
- 1982 — Николай Каманин (р. 1908), советский лётчик, один из спасателей «Челюскина» и один из первых Героев Советского Союза.
- 1985 — Юджин Орманди (р. 1899), американский дирижёр венгерского происхождения.
- 1989 — Морис Эванс (р. 1901), английский актёр, лауреат премии «Эмми».
- 1991 — Этьенн Декру[фр.] (р. 1898), французский актёр-мим, «отец современной пантомимы».
- 1994 — Юрий Лысенко (р. 1910), советский кинорежиссёр и сценарист.
- 1998 — Беатрис Вуд (р. 1893), американская художница, писательница и журналистка.
- 1999 — Иегуди Менухин (р. 1916), американский скрипач и дирижёр.

### XXI век
- 2001
  - Василий Абаев (р. 1900), советский и российский языковед, исследователь иранских языков.
  - Роберт Ладлэм (р. 1927), американский писатель, автор остросюжетных романов.
- 2002 — Виталий Песков (р. 1944), советский и российский художник-карикатурист, мультипликатор.
- 2003 — Зоран Джинджич (р. 1952), премьер-министр Сербии (2001—2003).
- 2008 — Иосиф Боярский (р. 1917), советский мультипликатор, кинематографист.
- 2012 — Сэмюэль Глейзер (р. 1923), американский предприниматель, инвестор, филантроп.
- 2013 — Александра Суперанская (р. 1929), советский и российский лингвист, доктор филологических наук, профессор.
- 2014
  - Инна Лиснянская (р. 1928), советская и российская поэтесса, прозаик.
  - Вера Хитилова (р. 1929), авангардный чешский кинорежиссёр и сценарист.
- 2015 — Терри Пратчетт (р. 1948), английский писатель, автор цикла «Плоский мир» (сатирическое фэнтези).
- 2018 — Олег Табаков (р. 1935), актёр и режиссёр театра и кино, народный артист СССР.
- 2021 — Стахан Рахимов (р. 1937), советский и российский эстрадный певец (тенор), народный артист РФ.

## Народный календарь и народные приметы Руси
Прокоп Перезимний, Дорогорушитель (только для невисокосных лет).
- На Прокопа колея под копытами коня проступается и санный путь рушится
- Коли верба распускается сначала на макушке, то посев будет добрый и начать сеять лучше пораньше.
- А коли верба на макушке распускаться не спешит, то хорошим будет второй посев.
- Если появились подснежники, значит пора начинать пахоту[9].
- У воды нос остёр — пробивается всюду.
- В старину на Руси говорили: «Прокоп зимний дорогу прокопает, а Прокоп перезимний дорогу рушит»[10].